# Rudnica (Raška)
Pour les articles homonymes, voir Rudnica.
Rudnica (en serbe cyrillique : Рудница) est un village de Serbie situé dans la municipalité de Raška, district de Raška. Au recensement de 2011, il comptait 332 habitants.

## Tourisme

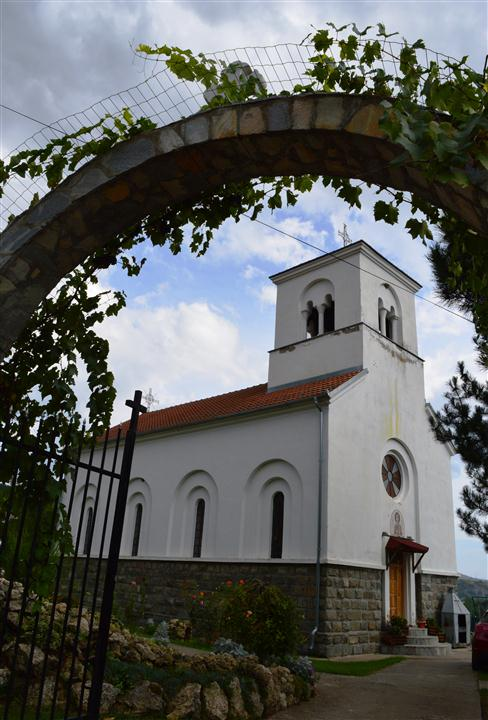
L'église de Rudnica

## Démographie
| 1948 | 1953 | 1961 | 1971 | 1981 | 1991 | 2002 | 2011 |
| ---- | ---- | ---- | ---- | ---- | ---- | ---- | ---- |
| 251  | 274  | 281  | 318  | 317  | 304  | 300  | 332  |

|  |